# Liebe ohne Leiden
Liebe ohne Leiden ist ein Lied des österreichischen Sängers Udo Jürgens und seiner Tochter Jenny aus dem Jahr 1984 zu einem Text von Wolfgang Hofer. Es war Jürgens’ erstes gemeinsames Duett mit seiner Tochter, die zum Zeitpunkt der Veröffentlichung 17 Jahre alt war. Das Lied wurde mehrmals gecovert, unter anderem von Dieter Thomas Kuhn (2009) und Bruno Ferrara (2022).

## Inhalt
Inhaltlich geht es in Liebe ohne Leiden um einen Vater, dessen Tochter flügge wird und sich aus dem Elternhaus entfernt, was in dem Lied mit einem Leuchtturm, der jetzt woanders steht, umschrieben wird. Er wünscht seiner Tochter Liebe ohne Leiden und dass ihr nie die Hoffnung fehlt und ihr ihre Träume bleiben.

## Hintergrund und Veröffentlichung
Die Musik zu Liebe ohne Leiden stammt von Udo Jürgens selbst, der Text von Wolfgang Hofer. Das Lied erschien am 27. September 1984 zuerst auf Jürgens’ 28. Studioalbum Hautnah beim Plattenlabel Ariola und wurde eine Woche später nach der ersten Single Rot blüht der Mohn als zweite Auskopplung aus dem Album veröffentlicht. Die B-Seite war Noch einmal 25, das ebenfalls von Udo Jürgens und Wolfgang Hofer geschrieben wurde.
1. Liebe ohne Leiden (3:42)
2. Noch einmal 25 (2:19)

Am 4. Oktober 1984 traten Udo Jürgens und seine Tochter Jenny erstmals gemeinsam mit dem Lied in der ZDF-Unterhaltungsshow Show & Co. mit Carlo auf. Zuletzt interpretierte Jürgens dieses Lied 2014 live im Rahmen der Mitten-im-Leben-Tournee, die er bis zu seinem Tod im Dezember des Jahres spielte.
Für Udo Jürgens und seine Tochter Jenny war Liebe ohne Leiden das erste gemeinsame Duett. 1999 erschien der Titel Du lebst nur einmal mit Tanz' auf dem Regenbogen als B-Seite – ebenfalls bei Ariola – als zweite Single des Vater-Tochter-Gespanns, das von Jürgens’ im März des Jahres veröffentlichten Studioalbum Ich werde da sein ausgekoppelt wurde.

## Charts und Chartplatzierung
Liebe ohne Leiden konnte sich ursprünglich nicht in den Charts platzieren und stieg erst am 2. Januar 2015, kurz nach dem Tod von Udo Jürgens am 21. Dezember 2014, auf Platz 56 in die deutschen Singlecharts ein und hielt sich dort eine Woche. In Österreich und der Schweiz konnte sich das Lied dagegen nicht platzieren.
| ChartsChartplatzierungen | Höchstplatzierung | Wochen |
| ------------------------ | ----------------- | ------ |
| Deutschland (GfK)        | 56 (1 Wo.)        | 1      |

## Coverversionen
Das Lied wurde nur vereinzelt von verschiedenen Schlagersängern gecovert, allerdings von Udo Jürgens regelmäßig in seine Live-Auftritte und Hit-Medleys integriert. Dieter Thomas Kuhn veröffentlichte das Lied als Coverversion 2009 auf seinem Album Schalala und spielte es in Folge auch mehrfach live auf Konzerten. Liane & Reiner Kirsten veröffentlichten den Titel auf ihrem Album Schlager-Erinnerungen 2016 als Duett. Weitere Versionen gibt es von Bruno Ferrara aus dem Jahr 2022 auf Deutsch und Italienisch sowie von Mark Keller 2023 auf dessen Album Mein kleines Glück.
In dem Film Ich war noch niemals in New York kommt das Lied in zwei Versionen vor. Zuerst wird es von Marlon Schramm allein gesungen, im Abspann des Films singen es Pasquale Aleardi, Heike Makatsch, Uwe Ochsenknecht, Katharina Thalbach, Moritz Bleibtreu, Marlon Schramm und Andreja Schneider ein weiteres Mal gemeinsam.

## Belege
1. ↑  Udo Jürgens – Liebe ohne Leiden Lyrics. In: genius.com. Genius, abgerufen am 18. Mai 2023 (englisch).
2. ↑  
Udo & Jenny – Liebe ohne Leiden bei Discogs; abgerufen am 22. Mai 2022.
3. ↑  Udo Jürgens, Jenny - Liebe ohne Leiden (Show & Co. mit Carlo 04.10.1984) auf YouTube, abgerufen am 18. Mai 2023.
4. ↑  Udo & Jenny Jürgens – Du lebst nur einmal. hitparade.ch, abgerufen am 18. Mai 2023.
5. 1 2 3  Quelle DE: offiziellecharts.de, chartsurfer.de
6. ↑  Udo & Jenny – Liebe ohne Leiden auf cover.info, abgerufen am 18. Mai 2023.
7. ↑  
Dieter Thomas Kuhn & Band – Schalala bei Discogs; abgerufen am 22. Mai 2022.
8. ↑  
Dieter Thomas Kuhn & Band – Live in Berlin bei Discogs
Dieter Thomas Kuhn & Band – Im Auftrag der Liebe bei Discogs; abgerufen am 22. Mai 2022.
9. ↑  
Liane & Reiner Kirsten – Schlager-Erinnerungen bei Discogs; abgerufen am 22. Mai 2022.
10. ↑  
Bruno Ferrara – Liebe ohne Leiden (Cuore grande grande) bei Discogs; abgerufen am 22. Mai 2022.
11. ↑  
Mark Keller – Mein kleines Glück bei music.apple.com; abgerufen am 22. Mai 2022.
12. ↑  
Various – Ich war noch niemals in New York (Der Original Soundtrack zum Kinofilm) bei Discogs; abgerufen am 22. Mai 2022.